# 축척

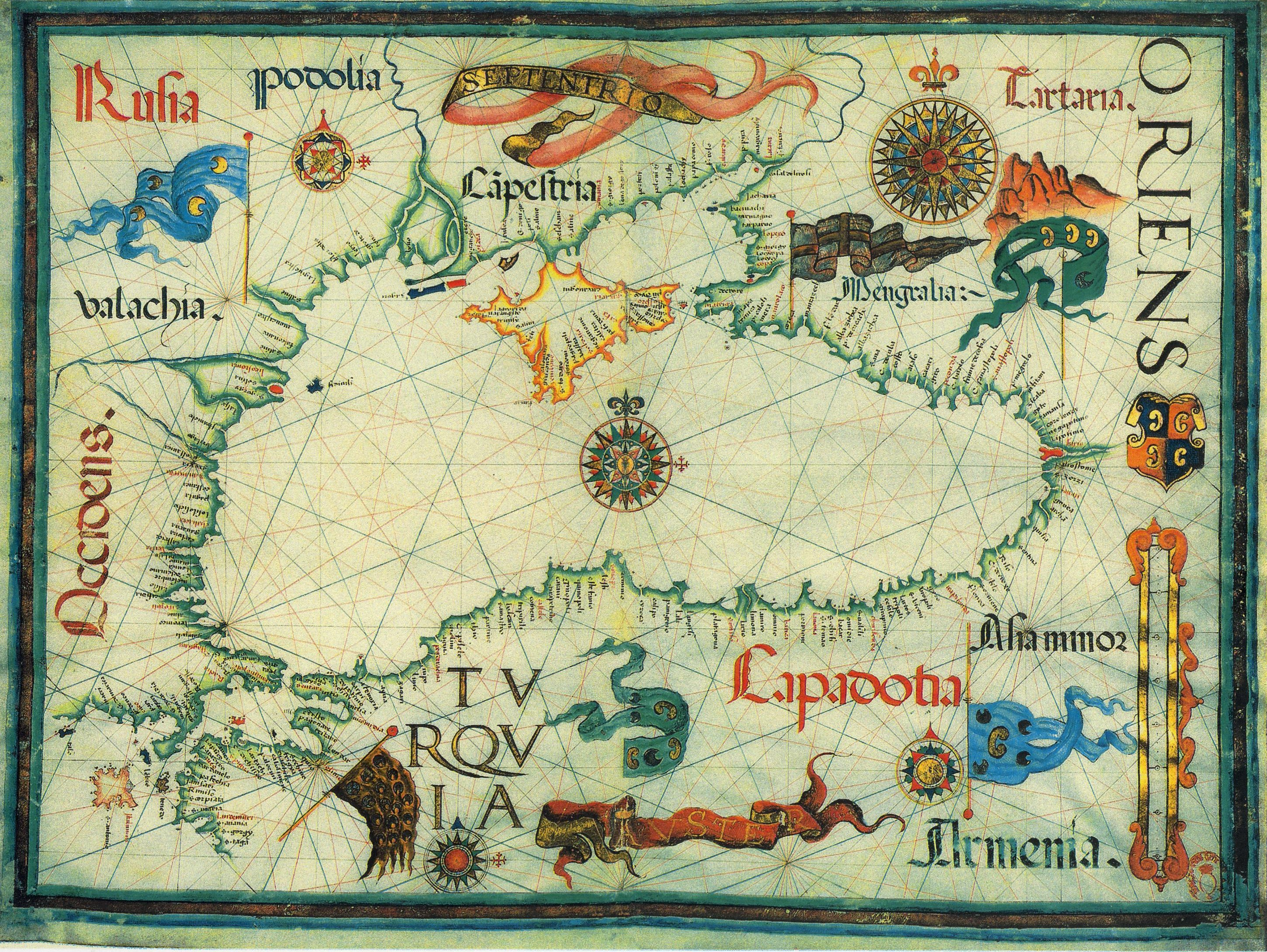

축척(縮尺)은 실제의 거리를 지도 상에 축소하여 표시하였을 때의 축소 비율을 의미한다.
'5km의 거리는 5만분의 1 지형도상에서 몇 cm가 되는가' 하는 것은 다음과 같은 계산식으로 간단히 구할 수 있다. 5km=5,000m=500,000cm 500,000(cm)*1/50,000(축척)=10cm. 즉 5km를 cm로 고치고 거기에 축척을 곱하면 되는 것이다.
반대로 지도상의 거리에서 실제 거리를 구할 수도 있다. 5만분의 1 지형도에서의 1cm는 실제 거리에서는 그 5만 배인 50,000cm=500m가 되며, 2만 5,000분의 1 지형도의 1cm의 실제 거리로는 2만 5,000배인 25,000cm=250m가 된다. 축척은 1/10,000 또는 1:10,000, 1만분의 1 등과 같이 분수나 비례식으로 나타낸다.
| 대축척(Large Scale) | 소축척(Small Scale) |
| ------------------- | ------------------- |
|                     |                     |